# Baixador de Font-Picant
El Baixador de Font-Picant és una obra del municipi de Santa Cristina d'Aro (Baix Empordà) inclosa en l'Inventari del Patrimoni Arquitectònic de Catalunya.

## Descripció
És un conjunt format per una construcció central que feia d'estació i tres petites casetes com a complement. L'edifici gran és de planta rectangular, fet de maó i cobert per una teulada a doble vessant, amb el carener paral·lel a la façana principal. Presenta una ordenació simètrica dels elements: les dues façanes grans tenen dues portades i una finestra al mig; les façanes més petites tenen dues finestres cadascuna i a dalt, sota la cornisa, un òcul circular. Totes les obertures són emmarcades per una alineació de maó vist, sistema que també s'utilitza als angles de l'edifici i al basament.
Les altres edificacions segueixen una tipologia semblant.

## Història
Aquest conjunt d'edificis conformava una de les estacions del "Carrilet" o ferrocarril de via estreta que feia el recorregut de Girona a Sant Feliu de Guíxols. Fou creat per Joan Casas i Arxer i Enric Heriz i inaugurat el 30 de juny de 1892. Aquesta línia va funcionar fins a l'any 1969. Inicialment aquesta via tenia un recorregut de 37 km, però el 1924 es va perllongar fins al moll de Sant Feliu per a exportar mercaderies. Va fer un gran servei a la comarca i a la indústria surotapera, al mateix temps que oferia una sortida al mar pels habitants de Girona i altres indrets no costers.
L'estació de Font-Picant era un lloc estratègic d'encreuament de camins entre Romanyà de la Selva, Solius i Bell-lloc. Molt a prop hi ha una font d'aigua ferruginosa (La Font Picant) molt apreciada per les seves propietats medicinals.
Fa uns anys aquest conjunt va ser restaurat i l'edifici principal convertit en un restaurant. L'antic recorregut del carrilet es fa servir com a carril bici, i arriba de Sant Feliu de Guíxols a Olot.